# فرودگاه هی
فرودگاه هی (به انگلیسی: Hay Airport) یک فرودگاه همگانی با کد یاتا HXX است که یک باند فرود آسفالت دارد و طول باند آن ۱۴۶۳ متر است. این فرودگاه در کشور استرالیا قرار دارد و در ارتفاع ۹۳ متری از سطح دریا واقع شده‌است.